# Oscare
Oscare (een acroniem van Organisation for burns, SCar after-CARE & research) is een vzw die onderzoek en nazorg biedt aan slachtoffers met brandwonden en brandlittekens. Het werd opgericht door Greet Rouffaer naar aanleiding van haar ongeval tijdens Wittekerke. 

## Geschiedenis
Tijdens opnamen van de tv-serie Wittekerke op 30 oktober 1997 liep actrice Greet Rouffaer brandwonden op. Hierdoor richtte Rouffaer het Greet Rouffaerhuis op samen met dr. Raymond Peeters, het toenmalig diensthoofd van het brandwondencentrum Stuivenberg. Het werd in april 2001 geopend te Merksem. 
Vanaf 2004 werd Patrick Declerck aangesteld als nieuwe directeur. Hij bleef dit tot 2008 toen Koen Maertens hem opvolgde. In 2008 trok Rouffaer zich uit de organisatie. Hierna wijzigde men de naam in Oscare.